# Orthodicranum flagellare
Orthodicranum flagellare är en bladmossart som först beskrevs av Johann Hedwig, och fick sitt nu gällande namn av Loesk.. Orthodicranum flagellare ingår i släktet Orthodicranum och familjen Dicranaceae. Inga underarter finns listade i Catalogue of Life.

## Bildgalleri

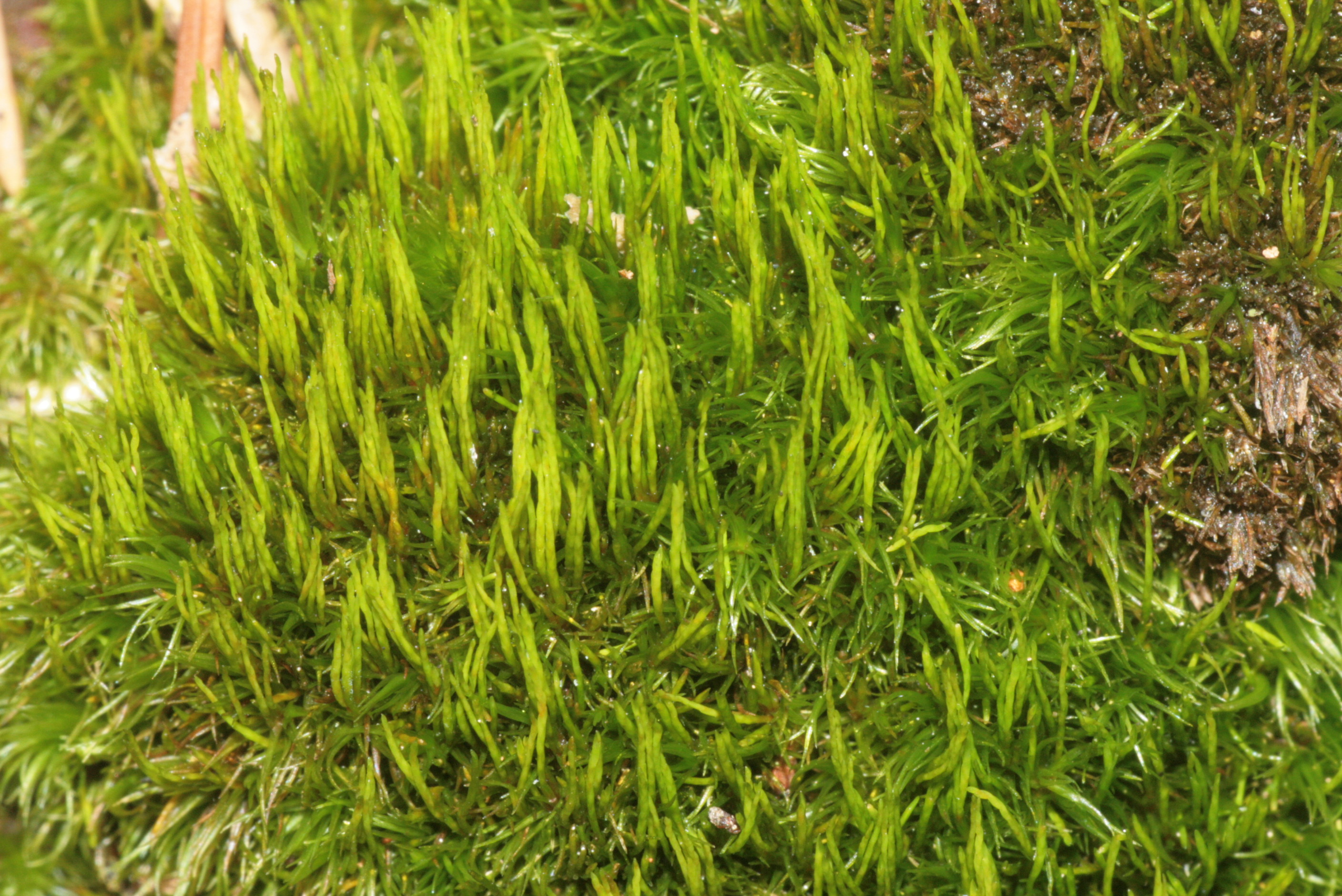
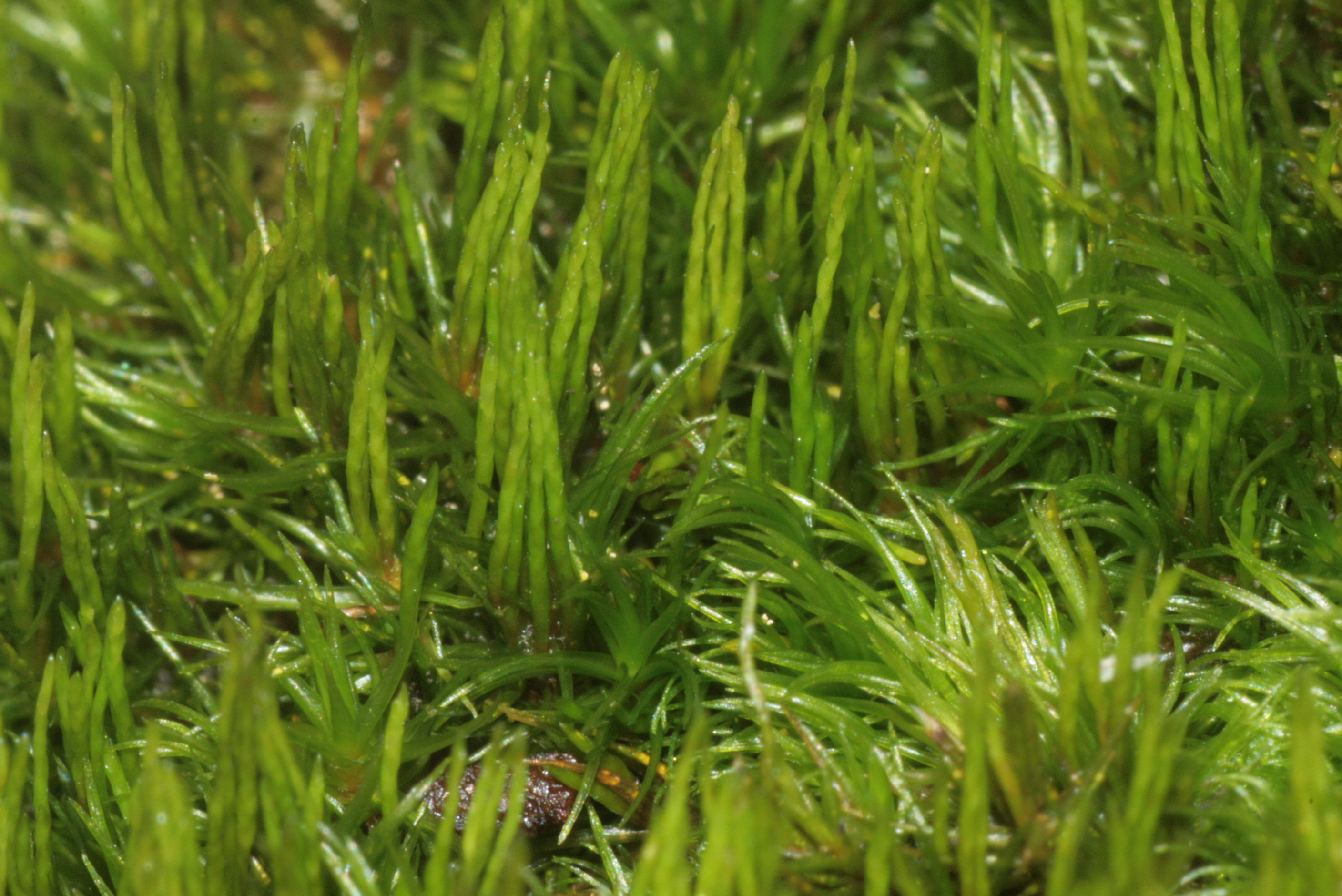